# Coracopsis barklyi
El loro negro de Seychelles (Coracopsis barklyi) es una especie de ave psitaciforme de la familia Psittaculidae; es un loro de tamaño mediano y color oscuro, endémico de las Islas Seychelles. Algunos la consideran una subespecie del loro negro, aunque ambos presentan diferencias morfológicas, ecológicas y de comportamiento. Estudios filogenéticos recientes han indicado que la población de loros de las Seychelles han estado aisladas durante muchos años y pueden ser los antepasados comunes de los Coracopsis. El loro negro de Seychelles es el ave nacional de las islas. 

## Descripción
El loro negro de Seychelles presenta una coloración oscura, de tonos grisáceos y marrones, excepto por las plumas corvas ubicadas debajo de la cola, grises en su totalidad; el pico, también oscuro, se aclara durante la temporada de reproducción. Mide aproximadamente treinta centímetros de largo, por lo que es más pequeño (y tiene plumaje de tono más claro) que el loro negro.

## Distribución y hábitat

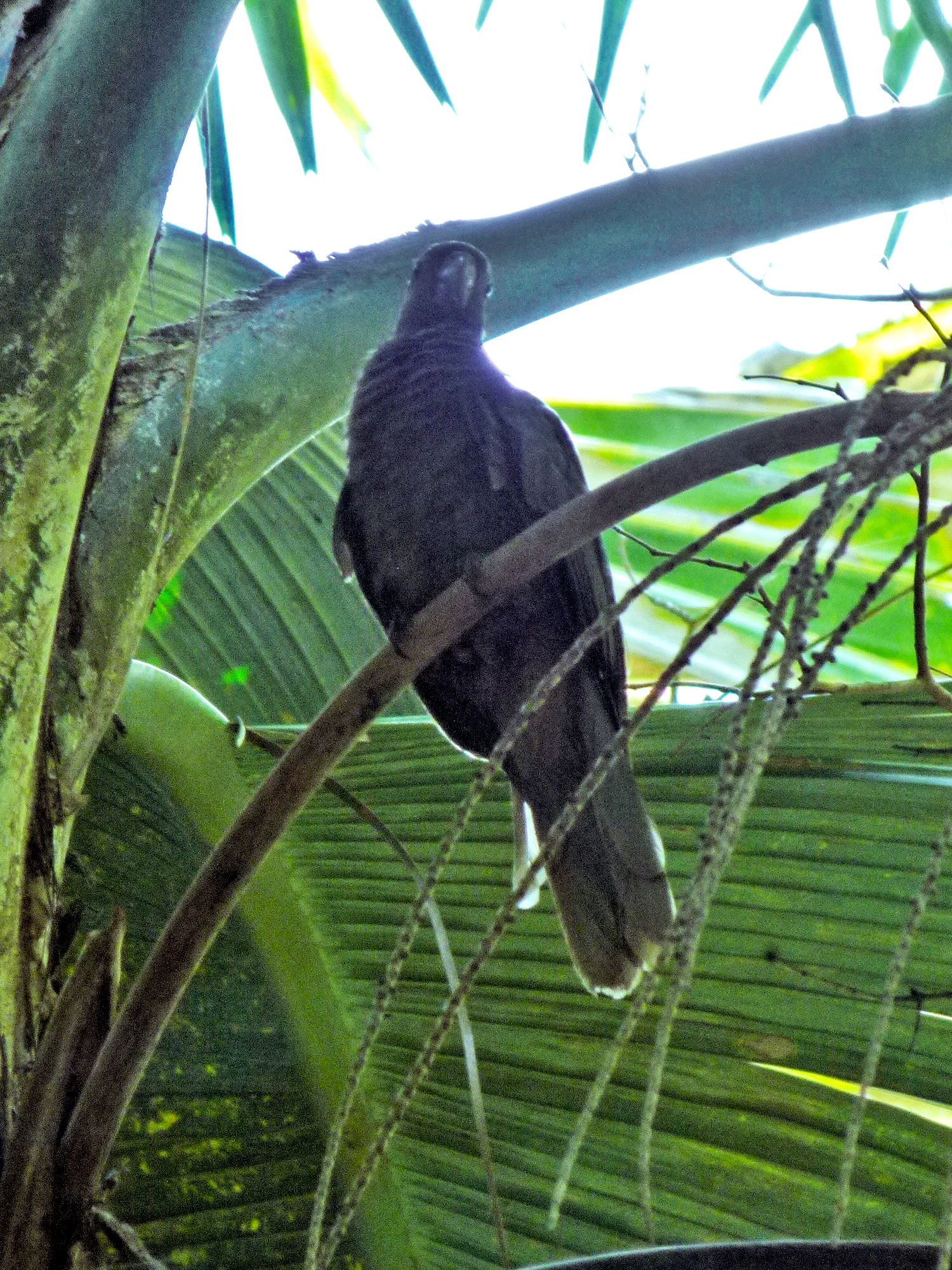
Avistaje del loro negro de Seychelles en el Valle de Mai (Praslin, marzo de 2016).

Esta ave habita únicamente en la isla de Praslin. Su hábitat comprende los bosques de palmeras hasta la Reserva Natural del Valle de Mai y la parte más baja de Fond Peper en el parque nacional Praslin. Se la ha avistado en la vecina isla Curieuse, donde viaja de manera ocasional para conseguir alimento, aunque no hay evidencias de que se haya establecido allí de manera definitiva. Su hábitat natural está conformado por bosques tupidos, matorrales y jardines.

## Alimentación
La dieta del loro negro de Seychelles se basa en frutos, tanto silvestres como cultivados, además de flores y capullos. Entre otros, consume frutos silvestres como el de la palmera Vershaffeltia splendida, endémica de la zona y que crece en los valles fluviales, flores de coco de mer, y frutos cultivadas como guava, papaya, mango y bilimbi.

## Reproducción
El loro negro de Seychelles anida en cavidades profundas de troncos de árboles añosos con una buena protección. Depositan entre uno y tres huevos cada temporada reproductiva.

## Conservación
La población del loro negro de Seychelles es de aproximadamente 520 a 900 ejemplares. Aunque es un ave protegida, su conservación está amenazada por la caza ilegal fuera de la zona de reserva, la competencia natural con el miná común y el ataque de ratas introducidas en su territorio.